# Обознівська сільська рада (Кропивницький район)
| Обознівська сільська рада — колишній орган місцевого самоврядування у Кропивницькому районі Кіровоградської області з адміністративним центром у с. Обознівка. Сільській раді підпорядковані населені пункти: - с. Обознівка - с. Катеринівка |

## Склад ради
Рада складається з 16 депутатів та голови.

### Керівний склад ради
| ПІБ                             | Основні відомості                                                                             | Дата обрання | Дата звільнення |
| ------------------------------- | --------------------------------------------------------------------------------------------- | ------------ | --------------- |
| Мехальський Олександр Семенович | Сільський голова, 1954 року народження, освіта, член Всеукраїнського об'єднання «Батьківщина» | 26.03.2006   | 31.10.2010      |
| Михальський Олександр Семенович | Сільський голова, 1954 року народження, освіта середня спеціальна, безпартійний               | 31.10.2010   |                 |

Примітка: таблиця складена за даними джерела

## Населення
Згідно з переписом УРСР 1989 року чисельність наявного населення сільської ради становила 1980 осіб, з яких 919 чоловіків та 1061 жінка.
За переписом населення України 2001 року в сільській раді мешкало 1739 осіб.

### Мова
Розподіл населення за рідною мовою за даними перепису 2001 року:
| Мова       | Відсоток |
| ---------- | -------- |
| українська | 93,29 %  |
| російська  | 5,91 %   |
| білоруська | 0,40 %   |
| молдовська | 0,34 %   |